# Mesnil-Bruntel
Mesnil-Bruntel är en kommun i departementet Somme i regionen Hauts-de-France i norra Frankrike. Kommunen ligger i kantonen Péronne som tillhör arrondissementet Péronne. År 2022 hade Mesnil-Bruntel 289 invånare.

## Befolkningsutveckling
Antalet invånare i kommunen Mesnil-Bruntel
| Referens: INSEE |